# Chiklar (Jabrayil)
Chiklar est un village de la région de Jabrayil en Azerbaïdjan.

## Histoire
En 1993-2020, Chiklar était sous le contrôle des forces armées arméniennes. En 2020, au cours de la deuxième guerre du Haut-Karabagh, la région de Jabrayil, y compris le village de Chiklar est passé sous le contrôle des forces azerbaïdjanaises.

## Économie
La principale occupation de la population est l'élevage, la poterie, le tissage et l'agriculture.

## Population
Selon les statistiques de 1993, la population du village est de 360 personnes.